# Il mondo di Wayne
Il mondo di Wayne (The Wayne Manifesto) è una serie televisiva australiana in 26 episodi trasmessi per la prima volta nel corso di una sola stagione dal 1996 al 1997.
Basato sui libri per bambini di David McRobbie, è una serie per ragazzi incentrata sulle vicende scolastiche e familiari del dodicenne Wayne Wilson che si trasferisce con la famiglia in una nuova casa e che dovrà frequentare una nuova scuola.

## Personaggi e interpreti
- Wayne Wilson (26 episodi, 1996-1997), interpretato da Jeffrey Walker.
- Rupert (14 episodi, 1996-1997), interpretato da Remi Broadway.
- Patrick (14 episodi, 1996-1997), interpretato da Mark Hill.
- Kevin (14 episodi, 1996-1997), interpretato da Simon James.
- Mr. Dellafield (10 episodi, 1996-1997), interpretato da Andrew Booth.
- Grandpa (7 episodi, 1997), interpretato da Reg Gorman.
- Mrs. Pringle (6 episodi, 1996-1997), interpretata da Ingrid Mason.

### Guest star
Tra le guest star: Hamish McCormick, Adam Robinson, Brendan Vella, Joanna Lawson, David Law, Mark Hill, Chris Betts, Andrew Booth, Simon James (II), Adam Couper, Bryon Williams, Nina Henderson.

## Produzione
La serie, ideata da David McRobbie, fu prodotta da Artist Services, Australian Broadcasting Corporation (ABC), Burberry Productions, Film Queensland, Film Victoria e Southern Star Sales.

### Registi
Tra i registi è accreditato Paul Moloney (26 episodi, 1996-1997).

## Distribuzione
La serie fu trasmessa in Australia dal 3 febbraio 1996 al 7 luglio 1997 sulla rete televisiva ABC. In Italia è stata trasmessa con il titolo Il mondo di Wayne.

## Episodi
| Stagione       | Episodi | Prima TV Australia |
| -------------- | ------- | ------------------ |
| Prima stagione | 26      | 1996-1997          |